# Galathea faiali
Galathea faiali is een tienpotigensoort uit de familie van de Galatheidae. De wetenschappelijke naam van de soort is voor het eerst geldig gepubliceerd in 1961 door Nunes-Ruivo.